# Dino Lamb
Dino Luciano Cona Lamb (Warwickshire, 18 aprile 1998) è un rugbista italo-britannico che rappresenta l'Italia nel rugby a XV in ambito internazionale.
Gioca nel ruolo di seconda linea nell'Harlequins di Londra, con cui si è laureato campione inglese nel 2021.

## Biografia
Di padre italiano, è cresciuto nel Surrey formandosi scolasticamente e sportivamente presso il Cranleigh College; originariamente facente parte del sistema federale inglese, durante la militanza nelle giovanili dell'Harlequins rappresentò l'Inghilterra a livello U-17.
Dopo il secondo posto nel mondiale U-20 di categoria, Lamb esordì nella prima squadra dell'Harlequins nel 2017 contro Northampton; nella stagione successiva fu in prestito al Worthing per ricuperare la forma perduta a causa di un infortunio ai legamenti di una caviglia.
Tornato nel club londinese, fu tra i protagonisti della vittoria della Premiership 2020-21, nel corso della cui finale Lamb giocò da subentrato.
Avendo espresso il consenso a rappresentare l'Italia per via delle sue ascendenze familiari, ha fatto parte della squadra azzurra allargata in preparazione alla Coppa del Mondo 2023 in Francia, esordendo a livello di test match il 5 agosto a Dublino contro l'Irlanda in un incontro di preparazione al torneo mondiale; nel corso delle stesse Summer Nations Series mette poi anche a segno la sua prima meta internazionale a San Benedetto del Tronto contro la Romania.
Incluso nella rosa dei convocati al torneo, in esso ha marcato la sua prima meta in un Mondiale al debutto nella competizione a Saint-Étienne contro la Namibia.

## Palmarès
- Premiership: 1
Harlequins: 2020-21